# Степной (Новокузнецкий район)
Степной — посёлок в Новокузнецком районе Кемеровской области. Входит в состав Красулинского сельского поселения.

## География
Центральная часть населённого пункта расположена на высоте 324 метров над уровнем моря.

## Население
По данным Всероссийской переписи населения 2010 года, в посёлке Степной проживает 1681 человек (771 мужчина, 910 женщин).

## Экономика
В посёлке расположена Кузбасская птицефабрика.